# Prix de la révélation chorégraphique de l'année du Syndicat de la critique
 (avril 2024).
Si vous disposez d'ouvrages ou d'articles de référence ou si vous connaissez des sites web de qualité traitant du thème abordé ici, merci de compléter l'article en donnant les références utiles à sa vérifiabilité et en les liant à la section « Notes et références ».
Le Prix de la révélation chorégraphique de l'année est un prix de danse remis chaque année par le Syndicat de la critique.

## Liste des lauréats
- 2001-2002 : Christine Jouve pour Allées et venues, et Xavier Leroy pour Giszelle
- 2002-2003 : Christian Rizzo pour Avant un mois, je serai revenu et nous irons ensemble en matinée, tu sais, voir la comédie où je t'ai promis de te conduire
- 2003-2004 : Brice Leroux pour Solo et Gravitations
- 2004-2005 : Maria Donato d'Urso pour sa chorégraphie Collection particulière, Rencontres chorégraphiques internationales de Seine-Saint-Denis
- 2005-2006 : Julia Cima dans Visitations
- 2006-2007 : Non décerné
- 2007-2008 : Nacera Belaza pour Le Cri, Rencontres chorégraphiques internationales de Seine-Saint-Denis
- 2008-2009 : Cecilia Bengolea et François Chaignaud dans Pâquerette et Sylphides, Les Antipodes – Le Quartz de Brest)
- 2009-2010 : Maud Le Pladec pour Professor, Rencontres chorégraphiques internationales de Seine-Saint-Denis
- 2010-2020 : Non décerné
- 2021 : Nach (Anne-Marie Van)
- 2022 : Leïla Ka
- 2023 : Amalia Salle pour Affranchies, Festival Suresnes Cités Danse
- 2024 : Anna Chirescu[1]